# Dienstältester Deutscher Offizier/Deutscher Anteil 1st NATO Signal Battalion
Der Dienstälteste Deutsche Offizier/Deutsche Anteil 1st NATO Signal Battalion (DDO/DtA 1st NSB Wesel) in der Schill-Kaserne in Wesel ist eine Dienststelle des Cyber- und Informationsraums und untersteht dem Kommando Informationstechnik-Services der Bundeswehr. Sie bildet den deutschen Anteil des 1st NATO Signal Battalion (NSB), welches der NATO unterstellt ist.

## Auftrag
Der DDO/DtA 1st NATO Signal Battailon Wesel ist eine einzigartige Dienststelle im Bereich der Streitkräfte. Deutsche Soldaten leisten hier ihren Dienst in einem multinationalen Umfeld, Schulter an Schulter mit Soldaten aus zehn weiteren NATO-Nationen. Drei schnell verlegbare DCM-Kommunikationsmodule („Deployable Communications and Information Systems Module“) bilden den Schwerpunkt des deutschen Anteils. Ihre Aufgabe ist es, im Rahmen der NATO-Einsätze und Übungen moderne IT-Kommunikationsmittel wie Telefonie, Netzwerke, Inter- und Intranet, Satellitenverbindungen oder aber auch Videokonferenztechnik bereitzustellen. Hierzu werden auch zivile Systeme beschafft und genutzt.

## Gliederung
Die Soldaten des deutschen Anteils des 1st NATO Signal Battailon (1st NSB) werden truppendienstlich durch den Dienstältesten Deutschen Offizier (DDO) geführt, der durch eine deutsche Stabsgruppe unterstützt und beraten wird. Dieser DDO ist zugleich der Standortälteste der Bundeswehr in Wesel. Kern des Deutschen Anteils (DtA) sind die drei deutschen DCMs, die dem 1st NSB unterstellt sind.
| Lfd. Nr. | Name                                  | von            | bis            |
| -------- | ------------------------------------- | -------------- | -------------- |
| 6        | Oberstleutnant Christian Arendt       | November 2023  |                |
| 5        | Oberstleutnant Michael Paul           | Oktober 2021   | November 2023  |
| 4        | Oberstleutnant Torsten Peters         | September 2019 | Oktober 2021   |
| 3        | Oberstleutnant Guido Engelmann        | Juli 2015      | September 2019 |
| 2        | Oberstleutnant Sven Vieira Martins    | Dezember 2014  | Juli 2015      |
| 1        | Oberstleutnant Markus Sascha Uhlemann |                | Dezember 2014  |

## 1st NATO Signal Battalion
Das 1st NATO Signal Battailon ist einer von drei multinationalen NATO-Verbänden, die der NATO Communications and Information Systems Group (NCISG) in Mons/Belgien unterstehen. Der Auftrag der NCISG lautet: „To provide in theatre Communications and Information Systems (CIS) Services in support of Alliance operations, missions and exercises, to train and maintain operational readiness of Deployable CIS Modules (DCM), to expand secure end-to-end CIS for mission-specific NATO C2 for deployed headquarters and to act as the Coordinating Authority for CIS services in coordination with NATO Communications and Information Systems Agency (NCIA).“
Teile des 1st NSB sind der Bataillonsstab, eine Maintenance and Support Company (Versorgungskompanie) und sechs Fernmeldeeinsatzkompanien. Diese Einsatzkompanien werden „Deployable Communications and Information Systems Module“ (DCM) genannt. Das britische, dänische und kroatische DCM ist in den jeweiligen Heimatländern stationiert. Der Auftrag des Verbands lautet: "Command and Training of 6 Deployable CIS Module (DCMs) and one M&S Coy. Install and operate Command Posts (CP) for control of NATO DCIS on operations/exercises. Planning of operations and exercises (tactical execution planning). Logistics incl. 2nd level maint on NATO DCIS Contribute to Development and Procurement. Budget Planning and Execution Local Operation of NATO Static Networks."

## Geschichte
Der DDO/DtA 1st NSB wurde aus dem seit 2003 in der Schill-Kaserne in Wesel (zuvor Gustav-Heinemann-Kaserne in Essen-Kray) beheimateten Fernmeldebataillon 284 aufgestellt. Dessen Vorgeschichte begann 1960, als das I. Korps den Auftrag erhielt, das Fernmeldebataillon 71 in Essen-Kray aufzustellen. Dieses wurde im März 1962 der Northern Army Group unterstellt und somit Teil der NORTHAG SIGNAL SUPPORT GROUP, was zur Zuteilung von NATO-Gerät führte. Im Oktober 1970 erhielt das Bataillon den Namen Fernmeldebataillon 840 NORTHAG. Im Jahr 1994 verlegte das Fernmeldebataillon 890 CENTAG aus der Philippsburger Salm-Kaserne nach Essen und wurde mit dem Fernmeldebataillon 840 zum Fernmelderegiment 990 zusammengelegt, welches bereits 2002 zum Fernmeldebataillon 990 umgegliedert und schließlich im Juni 2002 in Fernmeldebataillon 284 umbenannt wurde.